# Messina Challenger
Il Messina Challenger è stato un torneo professionistico di tennis giocato su campi in terra rossa. Faceva parte dell'ATP Challenger Series. Si giocava annualmente a Messina in Italia.

## Albo d'oro

### Singolare
| Anno | Campione               | Finalista            | Punteggio     |
| ---- | ---------------------- | -------------------- | ------------- |
| 1980 | Anders Järryd          | Chris Mayotte        | 6–4, 5–7, 6–2 |
| 1981 | Mario Martínez (1)     | Robbie Venter        | 6–4, 7–5      |
| 1982 | Pablo Arraya           | Mario Martínez       | 7–5, 6–4      |
| 1983 | Mario Martínez (2)     | Patrice Kuchna       | 6–7, 6–0, 9–7 |
| 1984 | Víctor Pecci           | Eduardo Bengoechea   | 6–0, 6–3      |
| 1985 | Kent Carlsson          | Ronald Agénor        | 6–2, 7–6      |
| 1986 | Tarik Benhabiles       | Simone Colombo       | 6–3, 6–7, 6–3 |
| 1987 | Hans Schwaier          | Markus Rackl         | 6–3, 4–6, 6–4 |
| 1988 | Claudio Panatta        | Alejandro Aramburu   | 5–7, 6–2, 6–1 |
| 1989 | Marc Rosset            | Magnus Larsson       | 6–1, 6–1      |
| 1990 | Guillermo Pérez Roldán | Stefano Pescosolido  | 6–1, 6–3      |
| 1991 | Massimo Valeri         | Germán López Montoya | 4–6, 6–1, 7–6 |

### Doppio
| Anno | Campioni                             | Finalisti                            | Punteggio      |
| ---- | ------------------------------------ | ------------------------------------ | -------------- |
| 1980 | Ernie Ewert Brad Guan                | Gianni Marchetti Enzo Vattuone       | 6–3, 6–4       |
| 1981 | Alejandro Pierola Belus Prajoux      | Mario Calautti Roberto Calautti      | 3–6, 6–4, 7–6  |
| 1982 | Gianni Marchetti Enzo Vattuone       | Eduardo Osta Roberto Vizcaino        | 6–0, 4–6, 6–2  |
| 1983 | Carlos Gattiker Alejandro Gattiker   | Juan Aguilera Pablo Arraya           | 7–5, 6–2       |
| 1984 | Ronnie Båthman (1) Magnus Tideman    | Martín Jaite Víctor Pecci            | 1–6, 6–1, 10–8 |
| 1985 | Jesús Colás David de Miguel Lapiedra | Bruce Derlin David Felgate           | 6–1, 7–6       |
| 1986 | Ronnie Båthman (2) Carlos Di Laura   | Brett Buffington Denys Maasdorp      | 2–6, 6–3, 7–5  |
| 1987 | Omar Camporese Diego Nargiso         | Dácio Campos Brett Dickinson         | 6–4, 6–4       |
| 1988 | Simone Colombo Nevio Devide          | Ugo Colombini Carlos Di Laura        | 6–4, 6–4       |
| 1989 | Magnus Larsson Joakim Nyström        | Massimo Cierro Alessandro De Minicis | 6–1, 6–1       |
| 1990 | Germán López Montoya Francisco Roig  | Pablo Arraya Carlos Costa            | 6–3, 6–2       |
| 1991 | Renzo Furlan Guillermo Pérez Roldán  | Jan Apell Markus Naewie              | 6–4, 6–2       |